# KANA-BOON THE BEST
『KANA-BOON THE BEST』は、KANA-BOONのメジャー1枚目のベスト・アルバム。2020年3月4日、Ki/oon Recordsより発売された。

## 概要
- 自身初のベスト・アルバムである[注 1]。
- CDは初回生産限定盤・通常盤の2形態で発売。
- 1stシングル『盛者必衰の理、お断り』から13thシングル『まっさら』までシングル表題曲14曲[注 2]と、1stミニアルバム『僕がCDを出したら』から3rdミニアルバム『ネリネ』までのアルバム収録曲14曲、現在は廃盤している自主制作盤には収録していたがメジャーデビュー後の作品には未収録であった「スノーエスカー」を新録したものと本作のための新曲「マーブル」を含めた30曲を2枚組で収録[2]。
- 初回限定盤には、過去に発表したミュージックビデオ30曲[注 3]を収録した特典Blu-rayと、ボーカルの谷口鮪が各楽曲にまつわる思いを赤裸々に綴った“タイムストリップ”ライナーノーツを付属[3]。更に、三方背BOX仕様となっている。
- マーブルのMVが3月4日に解禁
- 発売を記念して、発売翌日に漫画『100日後に死ぬワニ』とのコラボレーションが行われた[4]。

## 収録曲

### CD
- 作詞・作曲：谷口鮪　編曲：KANA-BOON

#### DISC 1
1. ないものねだり
  - 1stミニアルバム『僕がCDを出したら』収録曲
2. さくらのうた
  - 1stミニアルバム『僕がCDを出したら』収録曲
3. 盛者必衰の理、お断り
  - 1stシングル
4. 1.2. step to you
  - 1stアルバム『DOPPEL』収録曲
  - docomo『dヒッツ』4月「春の恋うた篇」CMソング
5. ウォーリーヒーロー
  - 1stアルバム『DOPPEL』収録曲
6. 羽虫と自販機
  - 1stアルバム『DOPPEL』収録曲
7. 結晶星
  - 2ndシングル
8. フルドライブ
  - 3rdシングル
9. 生きてゆく
  - 4thシングル
10. シルエット
  - 5thシングル
  - テレビ東京系アニメ『NARUTO -ナルト- 疾風伝』16代目オープニングテーマ
11. スノーグローブ
  - 2ndアルバム『TIME』収録曲
12. なんでもねだり
  - 6thシングル
  - 資生堂「ANESSA」CMソング
13. ダイバー
  - 7thシングル
  - 東宝系配給アニメ映画『BORUTO -NARUTO THE MOVIE-』主題歌
14. talking
  - シナリオアートとのスプリット・シングル『talking/ナナヒツジ』の1曲目
  - フジテレビ系アニメ『すべてがFになる THE PERFECT INSIDER』主題歌
15. スノーエスカー -bonus track-
  - 新録曲
  - 自主制作盤（インディーズ時代）『感情起爆剤』5曲名の収録曲。
  - メジャーデビュー後の作品では本作で初収録となる。
  - この曲のベースは谷口が演奏している。

#### DISC 2
1. ランアンドラン
  - 8thシングル
  - Benesse「進研ゼミプラス」コラボ曲
2. Wake up
  - 9thシングル
  - 東宝系映画『グッドモーニングショー』主題歌
3. Fighter
  - 10thシングル
  - MBS・TBS系テレビアニメ『機動戦士ガンダム 鉄血のオルフェンズ』第2期オープニングテーマ
4. バトンロード
  - 11thシングル
  - テレビ東京系アニメ『BORUTO-ボルト- -NARUTO NEXT GENERATIONS-』1代目オープニングテーマ
5. ディストラクションビートミュージック
  - 4thアルバム『NAMiDA』収録曲
6. 涙
  - 4thアルバム『NAMiDA』収録曲
7. 彷徨う日々とファンファーレ
  - 2ndミニアルバム『アスター』収録曲
8. アスター
  - 2ndミニアルバム『アスター』収録曲
9. 夜の窓辺から
  - 2ndカップリングベストアルバム『KBB vol.2』収録曲
10. ネリネ
  - 3rdミニアルバム『ネリネ』収録曲
11. 春を待って
  - 3rdミニアルバム『ネリネ』収録曲
  - 富士通『スポーツ篇「挑戦は終わらない」』CMソング
12. ハグルマ
  - 12thシングル
  - TOKYO MXテレビアニメ『からくりサーカス』第2期オープニングテーマ
13. まっさら
  - 13thシングル
  - フジテレビ系アニメ『さらざんまい』オープニングテーマ
14. 眠れぬ森の君のため
  - 1stミニアルバム『僕がCDを出したら』収録曲
15. マーブル -bonus track-
  - 新曲
  - リクルート「Follow Your Heart & Music Presented by RECRUIT」参加楽曲[5]

### 初回限定盤Blu-ray
- Music Video集

| #   | タイトル                            | 作詞 | 作曲・編曲 |
| --- | ----------------------------------- | ---- | ---------- |
| 1.  | 「ないものねだり」                  |      |            |
| 2.  | 「盛者必衰の理、お断り」            |      |            |
| 3.  | 「1.2. step to you」                |      |            |
| 4.  | 「ウォーリーヒーロー」              |      |            |
| 5.  | 「結晶星」                          |      |            |
| 6.  | 「フルドライブ」                    |      |            |
| 7.  | 「生きてゆく」                      |      |            |
| 8.  | 「シルエット」                      |      |            |
| 9.  | 「スノーグローブ」                  |      |            |
| 10. | 「なんでもねだり」                  |      |            |
| 11. | 「ダイバー」                        |      |            |
| 12. | 「talking」                         |      |            |
| 13. | 「ランアンドラン」                  |      |            |
| 14. | 「Wake up」                         |      |            |
| 15. | 「Fighter」                         |      |            |
| 16. | 「バトンロード」                    |      |            |
| 17. | 「涙」                              |      |            |
| 18. | 「それでも僕らは願っているよ」      |      |            |
| 19. | 「さくらのうた」                    |      |            |
| 20. | 「桜の詩」                          |      |            |
| 21. | 「彷徨う日々とファンファーレ」      |      |            |
| 22. | 「夜の窓辺から」                    |      |            |
| 23. | 「ハグルマ」                        |      |            |
| 24. | 「まっさら」                        |      |            |
| 25. | 「眠れぬ森の君のため」              |      |            |
| 26. | 「TIME」                            |      |            |
| 27. | 「anger in the mind（short ver.）」 |      |            |
| 28. | 「ネリネ（short ver.）」            |      |            |
| 29. | 「春を待って（short ver.）」        |      |            |
| 30. | 「湯気（short ver.）」              |      |            |

## 演奏
- 谷口鮪
  - Vocal, Guitar
  - Bass (Disc 1 #15)
- 古賀隼斗：Guitar
- 小泉貴裕：Drums
- 飯田祐馬：Bass (Disc 1 #1-14, Disc 2 #1-14)
- 佐藤帆乃佳：Violin (Disc 2 #12)
- 遠藤昌巳：Bass (Disc 2 #15)